# 菱形六十面體
在幾何學中，菱形六十面體是一種星形菱形三十面體，由赫爾穆特·溫克爾巴赫（Helmut Unkelbach）於1940年發現，因此又稱為溫克爾巴赫六十面體（Unkelbach's hexecontahedron）。這個星形多面體由60個黃金菱形以非凸的方式依照二十面體對稱性構成，共有60個面、120條稜和62個頂點。此外，Al6Li3Cu之準晶體聚集體的核在緩慢結晶的情況下會形成菱形六十面體的形狀。
菱形六十面體與鳶形六十面體拓樸同構，其差異在於菱形六十面體面是菱形，而鳶形六十面體的面是鳶形。

## 歷史
菱形六十面體這種幾何結構最早由赫爾穆特·溫克爾巴赫（Helmut Unkelbach）於1940年發現，並做出了觀察及描繪。然而關於與這種形狀相似的分析與討論可能早在1619年就已經出現了。1619年克普勒在其撰寫的書Harmonies of the World中對菱形三十面體進行了分析與討論，其中探討到了部分變體與菱形六十面體類似。1984年D. Shechtman等人發現了一種五重對稱性的準晶體結構
，被認為與菱形六十面體十分接近，1986年這項發現被Guyot發表在《自然》上。

## 性質
在不考慮面自相交的情況下，這種立體是一種六十面體，共有60個面、120條稜和62個頂點。。然而若作為菱形三十面體的星形化體，則其是由30個自相交的多邊形構成。這種結構可以透過直接將菱形三十面體的面延伸來構成，如動畫所示。
| 菱形六十面體的面 | 作為菱形三十面體的星形化體時的面。其中虛線以及淺色的部分為隱沒於立體的部分。 |

### 結構

菱形六十面體可透過將延伸菱形三十面體的面來構成。其中，棕色的部分為原始的菱形三十面體；綠色的部分為延伸時產生的部分

菱形六十面體可以被從幾何中心分割成20個銳角黃金菱形六面體
菱形六十面體可透過將菱形三十面體每個面的菱形長邊的那一側延長其邊並於兩側形成新的菱形，且令延長比例為黃金比例來構造。

### 體積與表面積
由於菱形六十面體可以分割成20全等的菱形六面體，因此其體積可以透過菱形六面體來計算，表面積亦同：
{\displaystyle V=(10+2{\sqrt {5}})a^{3}}
{\displaystyle A=(24{\sqrt {5}})a^{2}}
其中{\displaystyle a}為菱形六十面體的邊長。

### 作為星形多面體
菱形六十面體可以看作是一種菱形三十面體的星形多面體。
| 星狀圖 | 星形 | 星狀核       | 凸包       |
| ------ | ---- | ------------ | ---------- |
|        |      | 菱形三十面體 | 正十二面體 |

## 流行文化
菱形六十面體是Wolfram Alpha的标志上所呈現的形狀，在沃尔夫勒姆研究公司中被稱為「spikey」。
在巴西的文化中，有一種有色織物和紙板製成的菱形六十面體狀手工藝品，稱為幸福之心（happiness stars，或稱giramundos，葡萄牙語world turners）。這種手工藝品一般由母親縫製並作為送給女兒的結婚禮物。直到20世紀上半葉，巴西農村學校仍在教授手工藝的技術。然而由於近年來都市化的關係，這種習俗與工藝逐漸失傳。

## 相關多面體
大菱形三十面體具有與菱形六十面體將近的外觀。大菱形三十面體外觀看起來比菱形六十面體的凹陷處多了一塊星狀結構。而大菱形三十面體是由30個較大的菱形互相相交構成。

## 外部連結
- 埃里克·韦斯坦因. . MathWorld.